# 金馬路駅 (南京市)
座標: 北緯31度58分00秒 東経118度43分15秒 / 北緯31.966599度 東経118.720858度
金馬路駅（きんばろえき）は中華人民共和国江蘇省南京市棲霞区金馬路の北側にある、南京地下鉄の駅である。2号線と4号線が乗り入れ、両路線の接続駅となっている。

## 駅構造

### のりば
| 番線 | 路線            | 方面                                   | 行先         |
| ---- | --------------- | -------------------------------------- | ------------ |
|      | 南京地下鉄2号線 | 新街口・莫愁湖・雨潤大街 方面          | 魚嘴行き     |
|      | 南京地下鉄2号線 | 仙鶴門・仙林中心・羊山公園・経天路方面 | 仙林湖行き   |
|      | 南京地下鉄4号線 | 雲南路・草場門・珍珠泉方面             | 余家営行き   |
|      | 南京地下鉄4号線 | 仙林湖・白象 方面                      | 華僑城東行き |

## 駅周辺
- 紫金山東駅
- 南京国際競馬場

## 歴史
- 2010年5月28日2号線の駅として開業。[1]。

## 隣の駅
南京地下鉄
■2号線
仙鶴門駅 - 金馬路駅 - 馬群駅
■4号線
匯通路駅 - 金馬路駅 - 徐荘駅